# Molophilus padmuri
Molophilus padmuri là một loài ruồi trong họ Limoniidae. Chúng phân bố ở miền Australasia.